# Wapniarka (obwód winnicki)
Wapniarka (ukr. Вапнярка) – osiedle typu miejskiego na Ukrainie w rejonie tomaszpolskim obwodu winnickiego.
Znajduje tu się stacja kolejowa Wapniarka, węzeł linii Żmerynka – Odessa z linią do Chrystyniwki.

## Historia
W XIX i w początkach XX w. położona była w Rosji, w guberni podolskiej, w powiecie bracławskim. Po I wojnie światowej w granicach Związku Sowieckiego. Od 1991 na niepodległej Ukrainie.